# Егоров, Борис Андрианович
Борис Андрианович Егоров (29 июля 1924, Москва — 12 апреля 1973, там же) — русский советский писатель и публицист, сатирик, фантаст.

## Биография
После школы с 1 сентября 1939 года поступил в артиллерийскую спецшколу в переулке Маяковского, после этого окончил военное училище.
Участник Великой Отечественной войны. Был призван в июне 1941 года, командовал батареей, стал комвзвода. В 1944 году в одном из боёв в Карпатах лейтенант Егоров вызвал огонь на себя, за этот бой получил орден Красного Знамени и в том же 1944 году вступил в ВКП(б).
В 1945 году в результате тяжёлого ранения в ногу стал инвалидом и полгода пробыл в больнице. Позже поступил на работу в многотиражку завода им. Лихачёва, где работал вместе с Б. А. Приваловым и Я. А. Полищуком. Первым их произведением стал роман-фельетон «Не проходите мимо».
В 1956 году заочно окончил филологический факультет МГУ.
С 1958 года в должности заместителя главного редактора журнала «Крокодил», был убеждённым коммунистом и партийным функционером в журнале при редакторе М. Г. Семёнове; при этом были журналисты, которые невысоко оценивали его вклад в журналистику.
Похоронен на Головинском кладбище в Москве.

## Звания и награды
- орден Красного Знамени (10.12.1943)
- орден Отечественной войны II степени (27.04.1945)
- Заслуженный работник культуры РСФСР[4]
- Лауреат Международного конкурса юмористического рассказа имени Алеко (Болгария)[1]

## Творчество
Писал как самостоятельно, так и в соавторстве с юмористами Б. А. Приваловым и Я. А. Полищуком.
Публиковал рассказы и фельетоны в «журнале Крокодил» и других периодических изданиях, также вышло более десяти книг.
В серии «Библиотека Крокодила» вышли сборники рассказов и фельетонов:
- 1952 Золотой человек (в соавт. с Я. Полищуком)
- 1957 Воевода на кочке (в соавт. с Я. Полищуком)
- 1960 Откройте форточку!
- 1962 Труба иерихонская
- 1964 Дух Клондайка
- 1966 Почему краснеют светофоры
- 1969 Один такой нужен…
- 1972 Бородатый блондин
- 1976 Письма Сынулина

Автор сборника «Ангел в командировке» (1973) и других, цикла пародий «Как это делается».